# Glyphodes argyraspides
Glyphodes argyraspides là một loài bướm đêm trong họ Crambidae.